# Pseudoconcetto

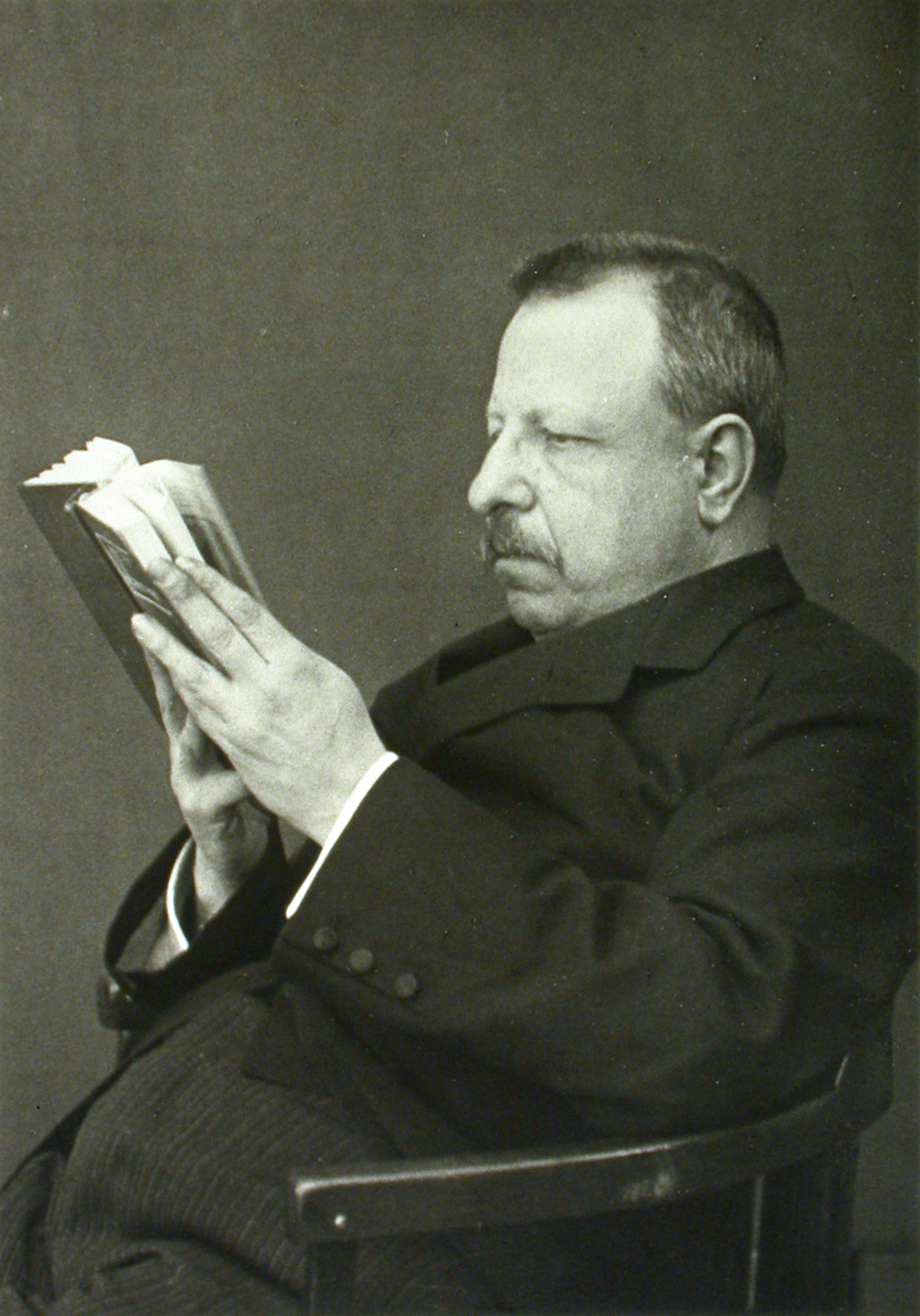
Benedetto Croce

Il termine pseudoconcetto, formato dai lemmi pseudo (falso) e concetto, si trova usato da Benedetto Croce nell'opera Lineamenti di una logica come scienza del concetto puro del 1905.
Lo pseudoconcetto si oppone al concetto puro, giacché quest'ultimo ha valore universale, cioè si applica ad ogni dato empirico, mentre lo pseudoconcetto si riferisce a casi particolari.
Concetto puro è ad esempio quello di sostanza o di cangiamento: nessun ente, nessun pensiero si può dare, per Croce, senza che vi sia presente l'idea di cangiamento. Gli pseudoconcetti, o concetti empirici, al contrario, si applicano solo in casi determinati. Pseudoconcetto è così, per esempio, quello di chimica, che ha una valenza pratica e determinata ma non universalmente necessaria.

## L'apporto di Gentile e dell'hegelismo alla formulazione dello pseudoconcetto
Nella composizione della sua Filosofia dello Spirito Croce si trovò in difficoltà nel trovare una soluzione unitaria del dualismo tra soggetto e oggetto. A sostenerlo nella composizione delle due entità contrapposte fu Giovanni Gentile che lo convinse dell'attualità dell'oggetto che si risolveva cioè in puro atto, attività, vale a dire che l'oggetto si fondeva tutto intero nel soggetto.
Croce, anche attraverso lo studio di Hegel, approdò all'idea dell'universale concreto. Mentre in Hegel tale espressione indica l'unità dell'universale, contrapposto ai singoli, con tutti i singoli che si riconoscono nell'universale, per Croce essa indica l'unità del concetto puro (universale) con l'individuale che si determina nella storia.
La teoria crociana dell'universale concreto giunge a maturazione tra il 1905 (anno dei "Lineamenti di una logica come scienza del concetto puro") e il 1909 (anno della "Logica come scienza del concetto puro"). In mezzo c'era stata la traduzione dell'Enciclopedia delle scienze filosofiche in compendio di Hegel e il famoso saggio su Ciò che è vivo e ciò che è morto della filosofia di Hegel.
Quasi sullo stesso piano era la concezione di Giovanni Gentile per il quale l'universale non era una mera astrazione nei confronti dei concreti particolari ma era «quella universalità concreta che è unità di parte e tutto: la parte nel tutto e il tutto nella parte.»
Questa unità la realizzava il pensiero stesso che rendeva vivo ogni concreto contenuto riattualizzandolo al suo interno come una sua proprietà ideale, come un proprio pensato.

## Gli pseudoconcetti di validità economica
La scienza crede di operare nella formazione dell'universale allo stesso modo poiché essa elabora leggi empiriche, dedotte cioè dalla natura, di validità universale. Croce contesta questa convinzione affermando che i concetti scientifici non sono veri e propri concetti puri ma degli utili strumenti pratici di costituzione fittizia.
Infatti «La realtà è storia e solo storicamente la si conosce, e le scienze la misurano bensì e la classificano come è pur necessario, ma non propriamente la conoscono né loro ufficio è di conoscerla nell'intrinseco».
A differenza dell'elaborazione dell'"universale concreto", la matematica quindi esprime delle universalizzazioni astratte senza i particolari e le scienze della natura sono pure classificazioni di particolari senza l'universale. Queste dottrine matematico-scientifiche non vanno quindi collocate nell'ambito della conoscenza ma trovano il loro giusto posto nella Filosofia dello Spirito in quello dell'utilità pratica, dell'economia.
Il medesimo giudizio svalutativo Croce estende anche alle scienze sociali e alla psicologia, intese come dottrine di elaborazione di pseudoconcetti, di leggi utili ma arbitrarie in quanto presuppongono di studiare come fissa una realtà varia ed estremamente mobile: Sarebbe opportuno che invece anch'esse confluissero nell'ambito della Filosofia dello Spirito.

## La polemica con Enriques
Un caso emblematico del giudizio di Benedetto Croce nei confronti della matematica e delle scienze sperimentali è la sua nota diatriba con il matematico e filosofo della scienza Federigo Enriques, avvenuta il 6 aprile 1911 in seno al congresso della Società Filosofica Italiana, fondata e presieduta dallo stesso Enriques.
Questi sosteneva che una filosofia degna di una nazione progredita non potesse ignorare gli apporti delle più recenti scoperte scientifiche. La visione di Enriques mal si confaceva a quella idealistica di Croce e Gentile, come pure a gran parte degli esponenti della filosofia italiana di allora, per lo più formata da idealisti crociani.
Croce, in particolare, rispose ad Enriques, liquidando in modo generico - "antifilosofico", dirà Enriques - la proposta di considerare la scienza come un valido apporto alle problematiche filosofiche e sostenendo, anzi, che matematica e scienza non sono vere forme di conoscenza, adatte solo agli «ingegni minuti» degli scienziati e dei tecnici, contrapponendovi le «menti universali», vale a dire quelle dei filosofi idealisti, come Croce medesimo.
(Benedetto Croce da Il risveglio filosofico e la cultura italiana, n. 6, 1908, pp. 161-168)
A proposito dello sviluppo novecentesco della logica matematica e dell'introduzione dei formalismi simbolici, ad opera di matematici e filosofi quali Gottlob Frege, Giuseppe Peano, Bertrand Russell, Benedetto Croce dichiarerà:
(Benedetto Croce da Logica come scienza del concetto puro,(1909))
Anni dopo, ancora scriveva che:
(Benedetto Croce da Indagini su Hegel e e schiarimenti filosofici (1952))
e ribadiva come:
(Benedetto Croce da Indagini su Hegel e schiarimenti filosofici (1952))

## Le conseguenze della svalutazione crociana della scienza
Secondo diversi storici e filosofi della scienza (fra i quali Giulio Giorello, Enrico Bellone, Armando Massarenti), l'influenza antiscientifica di Croce nel panorama culturale italiano è stata fortemente deleteria sia sul piano dell'istituzione scolastica per gli orientamenti pedagogici della scuola italiana, che si indirizzò prevalentemente agli studi umanistici, considerando quelli scientifici di secondo piano, sia per la formazione di una classe politica e dirigente che tenesse in dovuta considerazione l'importanza della scienza e della tecnica e che invece, mancando di questa, portò ad un ritardo dello sviluppo tecnologico e scientifico nazionale.
Nel senso di una rivalsa antidealistica della funzione della scienza nell'ambito di una valido sviluppo culturale è da intendere il pensiero di Ludovico Geymonat. Nell'opera Saggi di filosofia neorazionalistica del 1953, Geymonat spiegò che un'indagine efficace della realtà poteva essere svolta solamente tramite lo strumento della ragione non dogmatica. Per fare questo l'autore propose di scarnificare la razionalità di ogni verità e da ogni sistema di riferimento assoluti, come gli sembrava che fosse - talvolta, in certe forme deteriori, non a torto - nella filosofia neoidealista crociana.
Il neoilluminismo, capeggiato da Nicola Abbagnano e coinvolgente numerosi altri intellettuali italiani, rappresentò per Geymonat il nuovo corso del razionalismo, che avrebbe dovuto accogliere i metodi e i risultati delle ultime ricerche scientifiche, perseguendo, in una sorta di mediazione tra la filosofia crociana e le scienze, un duplice obiettivo: da un lato l'umanizzazione della scienza e una concretizzazione della filosofia, dall'altro l'utilizzo di un'impostazione storicistica, secondo il modello crociano priva di ogni metafisica, ma anche intesa come analisi, priva di pregiudizi e di preconcetti, degli eventi storici e della struttura dei modelli scientifici non più considerati come pseudoconcetti.